# Elisabeth Fleischanderl

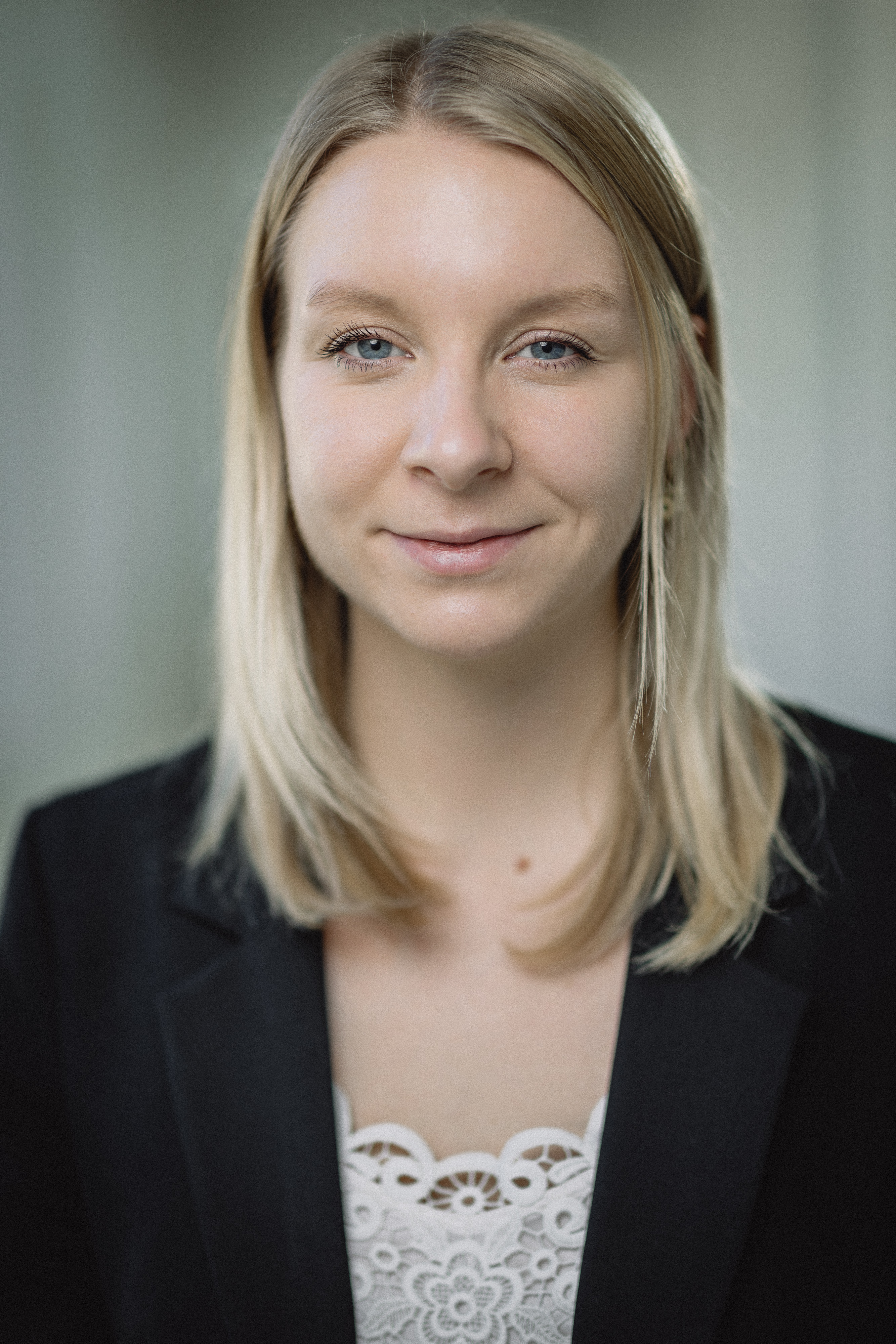
Elisabeth Fleischanderl (2022)

Elisabeth Fleischanderl (* 6. Jänner 1995 in Schwaz) ist eine österreichische Politikerin der Sozialdemokratischen Partei Österreichs (SPÖ). Seit März 2018 ist sie Abgeordnete zum Tiroler Landtag, wo sie seit Oktober 2022 als SPÖ-Klubvorsitzende fungiert.

## Leben
Elisabeth Fleischanderl besuchte nach der Volksschule Vomp und der Hauptschule Vomp-Stans das PORG Volders, wo sie 2014 maturierte. Anschließend begann sie ein Studium der Politikwissenschaften an der Universität Innsbruck, das sie 2022 als Bachelor of Arts (BA) abschloss.
Im April 2016 wurde sie zur Bezirksvorsitzenden der SPÖ-Frauen im Bezirk Schwaz gewählt. Im Juni 2016 wurde sie außerdem Stellvertreterin der Landesfrauenvorsitzenden Selma Yildirim der SPÖ-Frauen Tirol. Seit 2016 ist sie zudem Mitglied des Gemeinderates in Vomp. Nach der Landtagswahl 2018 wurde sie in der konstituierenden Landtagssitzung der XVII. Gesetzgebungsperiode am 28. März 2018 als Abgeordnete zum Tiroler Landtag angelobt, wo sie dem Ausschuss für Arbeit, Gesundheit, Pflege und Soziales, dem Petitionsausschuss und dem Finanzausschuss angehört.
Im Mai 2018 wurde sie Bezirksvorsitzende der SPÖ Bezirksorganisation Schwaz. Im November 2018 folgte sie Helmut Muigg als Landesvorsitzenden der sozialdemokratischen FreiheitskämpferInnen Tirol nach. Außerdem wurde sie in den Vorstand der Jungen Generation der Tiroler SPÖ gewählt.  Nach der Landtagswahl 2022 und dem Wechsel von Dornauer Georg in die Landesregierung Mattle übernahm sie als dessen Nachfolgerin zu Beginn der XVIII. Gesetzgebungsperiode im Oktober 2022 den SPÖ-Klubvorsitz im Landtag. Im März 2025 wurde sie mit 94,59 Prozent der Stimmen als Bezirksvorsitzende bestätigt.